# Brunsvigia pulchra
Brunsvigia pulchra är en amaryllisväxtart som först beskrevs av Winsome Fanny 'Buddy' Barker, och fick sitt nu gällande namn av D.Müll.-doblies och U.Müll.-doblies. Brunsvigia pulchra ingår i släktet Brunsvigia och familjen amaryllisväxter. Inga underarter finns listade i Catalogue of Life.